# Loseley Park

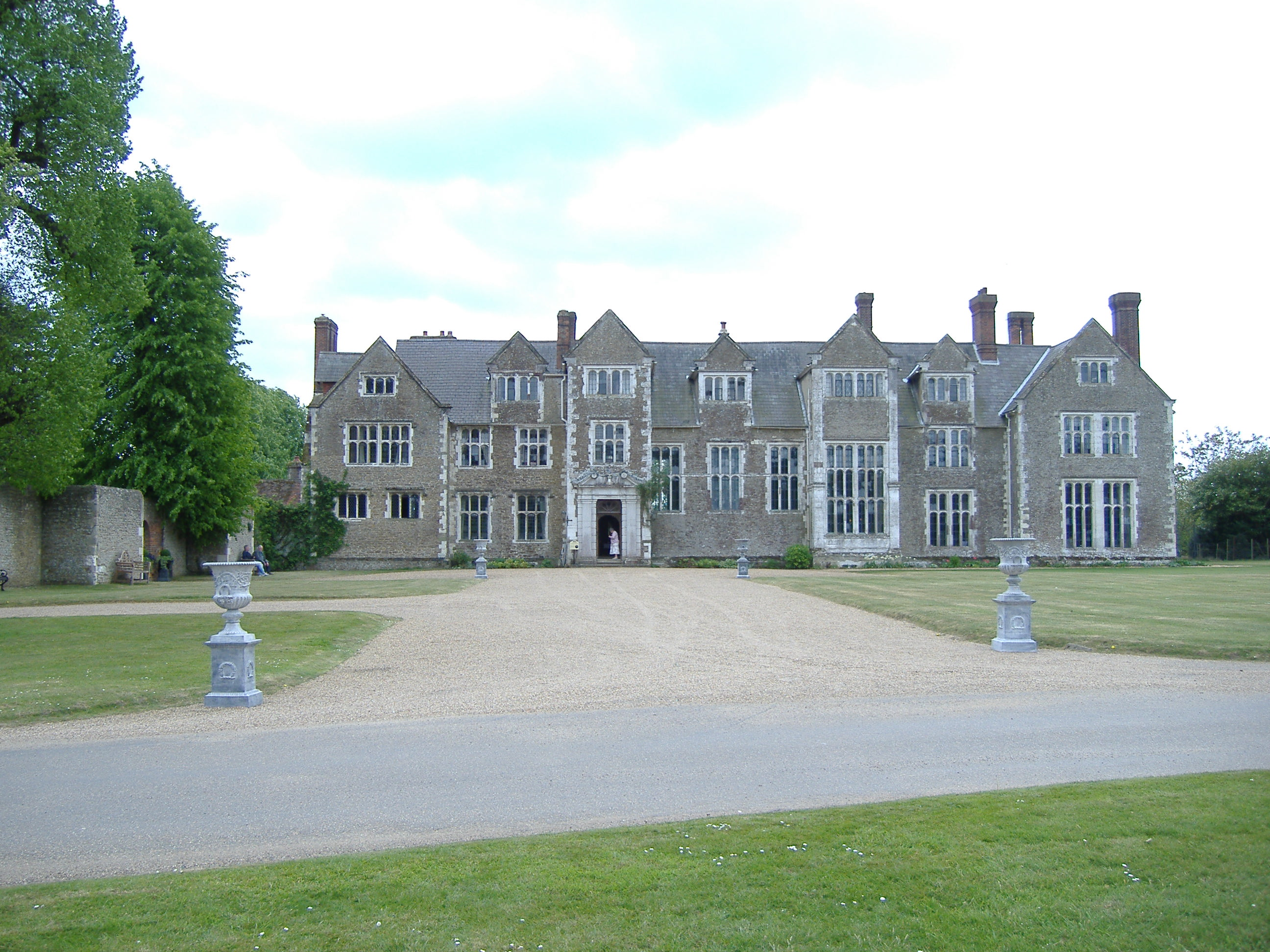
Loseley House

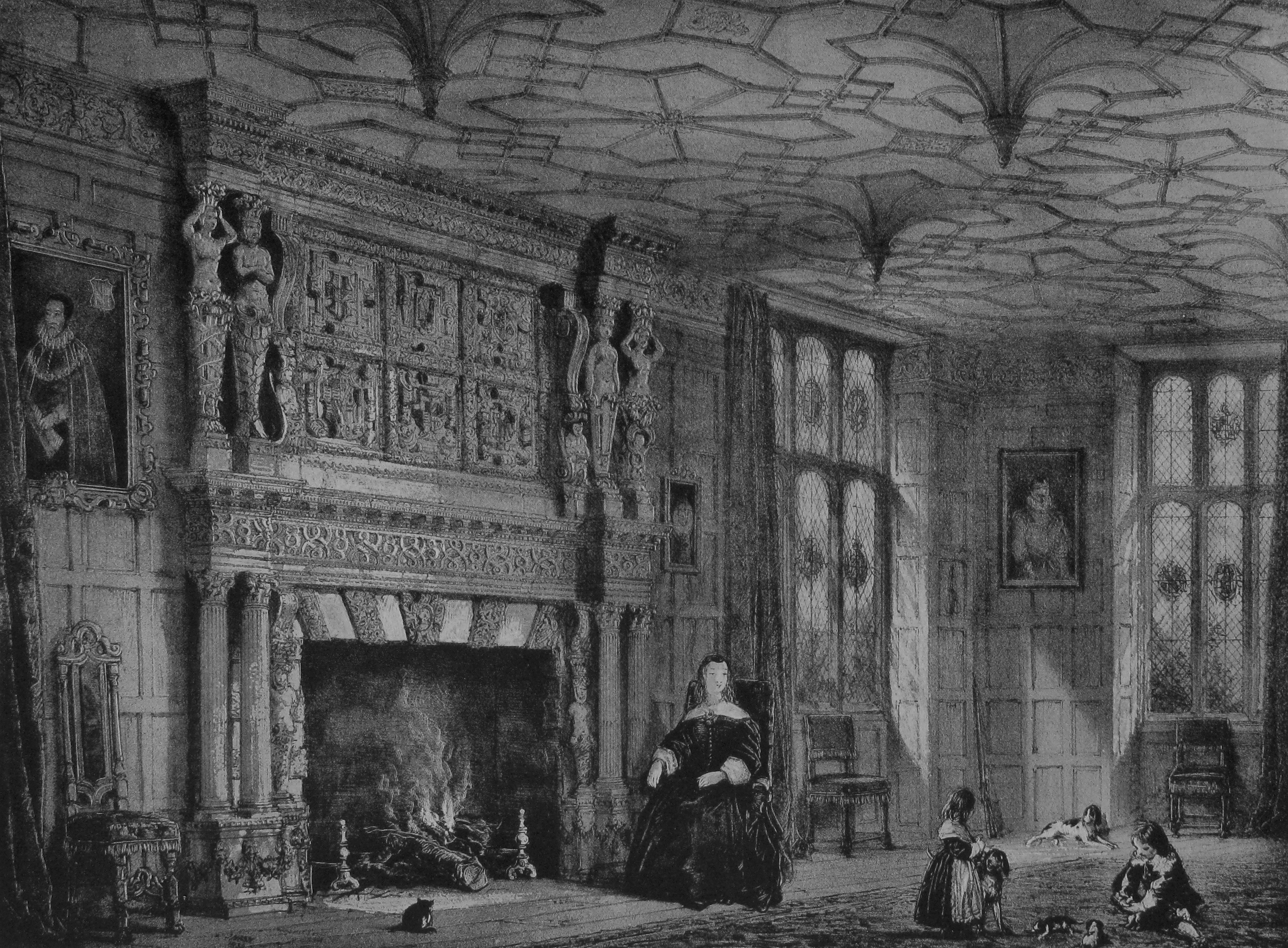
Loseley House - Salon; Joseph Nash,1839

Loseley Park ist ein historisches Herrenhaus aus elisabethanischer Zeit bei Guildford in Surrey/England.  Das Gebäude wurde zwischen 1562 und 1568 für Sir William More, einem Blutsverwandten von Sir Thomas More, errichtet. Er war ein direkter Vorfahr der heute hier ansässigen Familie More-Molyneux, die auf dem Anwesen einen milchwirtschaftlichen Betrieb unterhält.

## Loseley House
Äußerlich hat sich das Haus seit der Entstehung kaum verändert, obwohl die Gestaltung der Hauptzufahrt mehr in die Zeit von Königin Anne passt. Der grünlich-graue Kieselsandstein, der für das Gebäude verwendet wurde, stammt von den Ruinen der benachbarten Waverley Abbey. Die Fenster sind mit weißem Stein eingefasst.
Die Große Halle ist ein hoher Raum mit einem schönen Erkerfenster, heraldisch gestaltetem Fensterglas sowie einer Holzbalkendecke. An den Wänden hängen einige Familienporträts, darunter ein Gruppenbild aus dem Jahr 1739. Außerdem gibt es eine Reihe von geschnitzten, bemalten und mit Einlegearbeiten verzierten Paneelen, die aus dem von Heinrich VIII. gebauten und später abgerissenen Nonsuch Palace in Surrey stammen.
Die Bibliothek hat eine schöne Wandverkleidung aus dem 16. Jahrhundert, alles andere stammt jedoch aus dem 19. Jahrhundert. Im Salon fallen die strukturierte Decke und der eindrucksvolle Kaminsims ins Auge. Die Treppe ist aus dem 17. Jahrhundert, und die Decken der Schlafzimmer im Obergeschoss stammen aus dem 16. Jahrhundert.
Zur Einrichtung des Hauses gehören eine ansehnliche Zahl alter Möbelstücke, ebenso Tapisserien und sonstige Handarbeiten. Auffälligstes Stück ist ein Schrank aus deutscher Herstellung mit aufwändigen Intarsien, die das Bild einer eroberten Stadt zeigen.

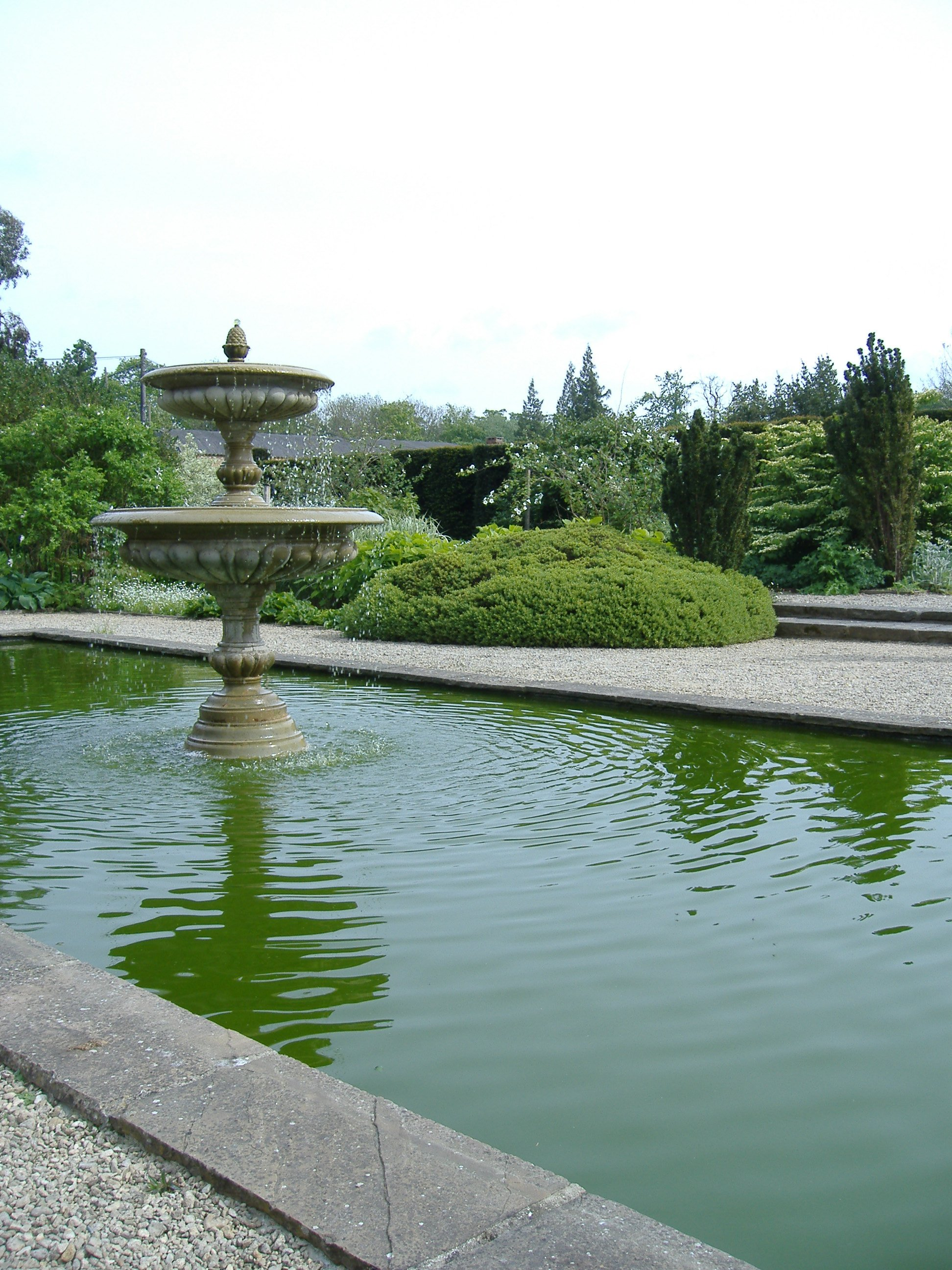
Brunnengarten

## Gartenanlage
Über die Gartengeschichte des Anwesens ist wenig bekannt. Die heutige, durchdacht gestaltete und sehr gepflegte Anlage entstand erst 1993 in dem ummauerten Areal des ehemaligen Küchengartens. Es gibt einen Teil, in dem Gemüse angepflanzt wurde, sowie eine große Kräuterecke, ansonsten hat die Bepflanzung jedoch fast ausschließlich dekorativen Charakter. Eine lange Wegachse verbindet verschiedene Gartenräume, zu denen unter anderem ein Brunnengarten sowie ein formaler Garten mit alten Rosen gehören. An der Südseite des ummauerten Areals schließt sich ein steiler Hang an; hier führt ein Gang zu einem Burggraben, der sich über die gesamte Länge des Gartens erstreckt.

## Trivia
Das Landhaus war Drehort für die Episode „The Noble Art“ der 13. Staffel (2010) der Fernsehkrimiserie „Midsomer Murders“ mit den Fällen von Inspector Barnaby und diente als Donwell Abbey für die BBC-Miniserie Emma nach dem gleichnamigen Roman von Jane Austen mit Romola Garai und Jonny Lee Miller.